# 惠氏濘齒鱂
惠氏濘齒鱂，為輻鰭魚綱鯉齒目鯉齒亞目谷鱂科的其中一種，為熱帶淡水魚，被IUCN列為極危保育類動物，分布於中美洲墨西哥莫雷洛斯州與米却肯州淡水流域，體長可達6公分，棲息在底中層水域，生活習性不明。

## 擴展閱讀
維基物種上的相關：惠氏濘齒鱂